# Молода гвардія (роман)
«Молода гвардія» (рос. «Молодая гвардия») — роман російського радянського письменника Олександра Фадєєва, який присвячений молодіжній підпільній організації, що діяла в місті Краснодон (нині — Сорокине) під час німецько-радянської війни під назвою «Молода гвардія» (1942-1943), багато членів якої були страчені німецькими солдатами.
Більшість головних героїв цього роману (Олег Кошовий, Уляна Громова, Любов Шевцова, Іван Земнухов, Сергій Тюленін та інші) існували насправді. Одначе, поряд з ними, персонажами роману постають і вигадані особи. Олександр Фадєєв наділив героїв, що існували, літературними рисами, характерами та діями, переосмисливши їхні образи.
Існують дві редакції роману. Роман «Молода гвардія» — другий за видаваністю твором дитячої літератури в Радянському Союзі за 1918-1986 роки. Загальний тираж 276 видань склав 26,143 млн екземплярів.

## Історія
Відразу після закінчення німецько-радянської війни радянський письменник Олександр Фадєєв взявся за написання художнього твору про краснодонське підпілля, приголомшений подвигом юних хлопчиків і дівчаток, старшокласників та недавніх випускників місцевої школи.
У середині лютого 1943 року, після звільнення донецького Краснодона радянськими військами, з шурфу шахти №5, що знаходилася неподалік від міста, було витягнуто кілька десятків трупів замучених окупантами підлітків, які перебували в період окупації в підпільній організації «Молода гвардія». А через кілька місяців у «Правді» було опубліковано статтю Олександра Фадєєва «Безсмертя», на основі якої трохи пізніше було написано роман «Молода гвардія».
Письменник у Краснодоні збирав матеріал, досліджував документи, розмовляв з очевидцями. Роман був написаний дуже швидко, внаслідок чого містив багато неточностей та помилок, які пізніше серйозно позначилися на долі багатьох реальних живих людей, згаданих на сторінках роману. Вперше книга вийшла друком у 1946 році.
Фадєєв був різко критикований за те, що в романі він недостатньо яскраво відобразив «керівну і спрямовуючу» роль комуністичної партії. Проти твору висунуто серйозні ідеологічні звинувачення у газеті «Правда», органі ЦК ВКП(б), і, ймовірно, від Секретаря ЦК ВКП(б) Йосипа Сталіна.
У біографії письменника наводяться слова Сталіна, сказані, згідно з однією з легенд, Фадєєву особисто:

| — Мало того, що ви написали безпорадну книгу, ви ще написали ідеологічно шкідливу книгу. Ви зобразили молодогвардійців мало не махновцями. Але хіба могла існувати та ефективно боротися з ворогом на окупованій території організація без партійного керівництва? Судячи з вашої книги, могла. |
Фадєєв сів переписувати роман, додавши до нього нових персонажів-комуністів, як тоді казав, «переробити Молоду гвардію на стару» та переробив склад: з 54 розділів у першій версії до 64 у другій. У результаті цього, в 1951 році вийшла друга редакція роману «Молода гвардія».

## Значення
Книга була визнана необхідною для патріотичного виховання підростаючого покоління та увійшла до шкільної програми, що зробило її обов'язковою для прочитання. До кінця 1980-х років роман «Молода гвардія» сприймався як ідеологічно схвалена історія організації.
Не всі події, описані автором, відбувалися насправді. Декілька людей, які є прототипами персонажів, представлені в романі зрадниками та внаслідок цього звинувачені в зраді в реальному житті, наполягали на своїй невинності й пізніше були реабілітовані.
Фадєєв намагався пояснити:

| Я писав не справжню історію молодогвардійців, а роман, який не тільки припускає, а й передбачає художню вигадку. |
За спогадами молодогвардійця, що вижив, Георгія Арутюнянца, Фадєєв говорив йому:

| — Вас, звісно, насамперед цікавить питання, чому в романі подекуди порушено історизм, можливо, поєднані ролі окремих героїв, а деякі зовсім не показані... — Ні, ні, ви не соромтеся, — відреагував на вираз мого обличчя Олександр Олександрович. — Це питання природні. Багато хто з хлопців, кого ви так близько і добре знали, могли опинитися в книзі пов'язаними з подіями, в яких вони не брали участі, і, навпаки, не опинитися там, де вони були насправді. Все це може викликати здивування в очевидців цих подій. Але послухайте, що я вам скажу... — Дуже хочу, щоб ви правильно зрозуміли мене, — казав Олександр Олександрович. — Я не міг і не ставив собі завдання описати історію «Молодої гвардії» день за днем або епізод за епізодом. Це зроблять потім історики, не озираючись на роман. В образах молодогвардійців мені хотілося показати героїзм усієї радянської молоді, її величезну віру у перемогу та правоту нашої справи. Сама смерть — жорстока, страшна в тортурах та муках — не змогла похитнути духу, волі, мужності юнаків та дівчат. Вони вмирали, дивуючи та навіть лякаючи ворогів. Таке було життя, такі факти. І це мало стати лейтмотивом роману... — Перед вами я не відкрию секрету, — провадив далі Олександр Олександрович, — якщо скажу, що глибоко полюбив цих простих, чудових молодих людей. Мене захоплювала в них безпосередність, щирість, непідкупна чесність та вірність своєму комсомольському обов'язку. Тому декого я написав такими, якими хотів би бачити в житті. Я був вражений Сергієм Тюленіним, Любою Шевцовою, я полюбив Олега, Улю, Земнухова. І знаю, що, узагальнюючи окремі риси своїх героїв, я цим робив як би крок у бік від історії, нехай невеликий, помітний тільки вам. І все-таки йшов це свідомо... |